# 沙域臣
沙域臣（Sidraílson da Mata Ribeiro，1982年2月26日－），生於巴西若昂阿爾弗雷杜，巴西足球運動員，司職中堅。

## 球員生涯
沙域臣生於巴西若昂阿爾弗雷杜，2001年年僅19歲便於巴西乙組足球聯賽球隊聖十字開始其職業球員生涯。2004年，加盟當時還是葡萄牙超級聯賽球會的基維辛迪。2006年重返巴西，加盟當年升上的母會聖十字。於2007年6月15日，由聖十字，以借將身份加盟香港甲組足球聯賽球隊南華，2008年正式轉會，2009年夏天約滿，曾到越南聯賽短暫效力，由於未能適應越南生活，於9月重返南華。2010年5月，約滿離開南華，重返聖十字。

## 外部連結
- 香港足球總會網站球員註冊資料 （页面存档备份，存于）
- 南華足球隊官方網頁球員資料 （页面存档备份，存于）